# Hide and Q
"Hide and Q" é o décimo episódio da primeira temporada da série de ficção científica estadunidense Star Trek: The Next Generation. Foi exibido pela primeira vez nos Estados Unidos por redifusão em 23 de novembro de 1987, tendo sido dirigido por Cliff Bole e escrito por Maurice Hurley e Gene Roddenberry. The Next Generation se passa no século XXIV e acompanha as aventuras da tripulação da nave estelar USS Enterprise-D. Neste episódio, o ser Q reaparece e concede ao comandante William Riker os poderes onipotentes de um membro do Contínuo Q, fazendo Riker questionar se deve usá-los.
O roteiro original do episódio foi escrito por Hurley, porém foi posteriormente bastante reescrito por Roddenberry, o criador de The Next Generation, fazendo Hurley escolher ser creditado sob o pseudônimo C. J. Holland. Os problemas com a criação do roteiro deste episódio fizeram com que Roddenberry diminuísse seu envolvimento em reescritas detalhadas para a série. "Hide and Q" teve bons números de audiência em sua primeira exibição. A recepção da crítica foi mista, com elogios para o relacionamento do capitão Jean-Luc Picard e Q, porém a história foi criticada como previsível e moralista.

## Enredo
Q reaparece na USS Enterprise e teletransporta a maioria de seus oficiais para um planeta deserto. Q explica ao capitão Jean-Luc Picard que o Contínuo Q está testando o comandante William Riker para ver se ele é digno de se tornar um membro. Q vai a Riker na superfície do planeta e informa que lhe concedeu os poderes onipotentes do um membro do Contínuo Q. Riker usa os poderes para levar seus companheiros de volta à nave, mas permanece para trás para questionar Q. Este afirma que o Contínuo Q está interessado na "compulsão" humana para crescer e evoluir, querendo que Riker ajude-os. Riker se nega a participar do experimento e, em resposta, Q traz os tripulantes de volta à superfície, porém desarmados. O tenente Worf e o alferes Wesley Crusher são mortos por soldados vestidos no estilo napoleônico e Riker usa seu poder para revive-los.
Riker promete que nunca mais usará seus poderes. A Enterprise chega em um planeta que sofreu um desastre recente e eles descobrem que uma menininha morreu. Riker fica tentado a ressuscitá-la, mas se recusa. Ele logo sente remorso e as tensões com os outros oficiais crescem à medida que Riker fica cada vez mais tentado em usar seus poderes. Q sugere, e Picard aprova, que Riker conceda aos seus amigos aquilo que ele acha que mais querem: ele transforma Wesley em um adulto, se oferece para transformar o tenente-comandante Data em um humano, dá ao tenente Geordi La Forge uma visão natural e cria uma companheira klingon para Worf. Todos rejeitam os presentes. Picard declara que Q perdeu e este é chamado de volta à força pelo Contínuo Q. Picard expressa satisfação por sua confiança em Riker ter sido confirmada.

## Produção
O roteiro original de "Hide and Q" foi escrito por Maurice Hurley, porém o produtor executivo Gene Roddenberry, o criador de Star Trek: The Next Generation, reescreveu várias partes, o que fez com que Hurley pedisse para ser creditado sob o pseudônimo C. J. Holland. Ele posteriormente afirmou que a situação foi um "mal entendido" e que tudo foi depois resolvido, algo que mostrou-se um ponto de virada em como os roteiros da série eram produzidos. Roddenberry depois disso passou menos tempo fazendo reescritas detalhadas nos roteiros. Alguns elementos da história original de Hurley expandiam a história do Contínuo Q, explicando que existiam apenas três seres Q mas outros centenas de milhares de residentes em seu planeta que precisavam ser relocados para outro lugar. Estes elementos foram cortados e nunca mencionados posteriormente.
Este episódio marcou o retorno do ator John de Lancie como Q. O diretor Cliff Bole, sabendo que de Lancie apareceria, assistiu "Encounter at Farpoint" para conseguir manter o tom do personagem. Ele descobriu nas filmagens que sua pesquisa não tinha sido necessária porque de Lancie voltou ao papel naturalmente. Bole posteriormente descreveu "Hide and Q" como "muito divertido" e que "de Lancie" era "uma alegria e um cara criativo com quem se trabalhar". de Lancie retornaria novamente ao papel em "Q Who" da segunda temporada. Enquanto isso, a remoção da personagem da conselheira Deanna Troi deste episódio e de três outros na primeira temporada fez a atriz Marina Sirtis acreditar que ela estava prestes a ser cortada da série. O elenco convidado teve Elaine Nalee como uma sobrevivente e William A. Wallace como Wesley Crusher adulto.

## Repercussão

### Audiência
"Hide and Q" foi exibido pela primeira vez nos Estados Unidos por redifusão na semana que começou em 22 de novembro de 1987. Teve um índice Nielsen de 11, refletindo a porcentagem das residências que assistiram ao episódio durante o horário. Foi uma audiência maior que os dois episódios predecessores e os dois sucessores.

### Crítica
Keith R. A. DeCandido da Reactor achou que o episódio tinha um roteiro desajeitado e com um enredo era previsível, além de um pouco sexista já que Tasha Yar e Beverly Crusher não recebem presentes de Riker, enquanto Troi nem aparece. Por outro lado, DeCandido achou que "Hide and Q" era divertido de se assistir e elogiou o relacionamento entre Picard e Q, afirmando que de Lancie estava "se divertindo tanto com o papel que o episódio em si é divertido apesar das suas falhas". Zack Handlen da The A.V. Club achou que "Hide and Q" era um exemplo de The Next Generation evitando caracterizações em favor de uma história de moralidade. Ele achou que o episódio era uma bagunça, questionando as motivações e a lógica das ações de Q, também comentando que Riker nunca chega a ser realmente corrompido pelos poderes para fazer valer a mensagem.
O ator Wil Wheaton, intérprete de Wesley Crusher, avaliou o episódio para a AOL TV achou que ele estava acima da média para a primeira temporada, também descrevendo de Lancie como "seleção brilhante e atuação maestral", achando que no geral o episódio lembrava Star Trek: The Original Series. Entretanto, Wheaton achou que o roteiro ficava pregando sobre a ideia que poder total leva à corrupção de uma forma que era "cansativa e emocionalmente desconectada". James Hunt da Den of Geek achou que a ideia do episódio era boa, porém "pena que está toda espremida nos últimos dez minutos". Hunt achou que os primeiros vinte minutos não tinham propósito e que "Hide and Q" e outros episódios da primeira temporada de The Next Generation ativamente resistiam em se encaixarem em uma estrutura tradicional de roteiro de três atos.

## Mídia caseira
"Hide and Q" foi lançado em mídia caseira pela primeira vez em VHS nos Estados Unidos e Canadá em 1º de julho de 1992. Foi lançado em LaserDisc no formato NTSC na coleção Q Continuum em 30 de julho de 1997 junto os episódios "Encounter at Farpoint", "Q Who" e "Deja Q". Foi lançado em DVD em 26 de março de 2002 como parte da coleção da primeira temporada. Foi remasterizado e lançado em Blu-ray em 24 de julho de 2012 como parte da coleção da primeira temporada.